# 无色矢车菊素
无色矢车菊素（英語：Leucocyanidin）是一种无色花青素，可经由(+)二氢槲皮素被硼氢化钠还原而合成。

## 代谢
无色矢车菊素加氧酶将无色矢车菊素、2-酮戊二酸与O2转化为产物：顺式二氢槲皮素、反式二氢槲皮素（紫杉叶素）、琥珀酸、CO2与H2O。
无色花青素还原酶将(2R,3S)-儿茶素、NADP+与H2O转化为产物2,3-反式-3,4-顺式-无色矢车菊素、NADPH与H+。现已在葡萄果实以及葡萄藤叶子中研究过这种酶的基因表达。也在紫花苜蓿、百脉根、大百脉根、Hedysarum sulfurescens与刺槐这些蔬菜类的叶、花以及种子中测量出它的酶活。
无色矢车菊素底物的4号碳原子的立体化学会影响到花青素合成酶（ANS）的产物。此酶有一个二价铁离子以及一个2-酮戊二酸（20G）依赖性的加氧酶。

## 存在植物
无色矢车菊素可存在于欧洲七叶树（Aesculus hippocastanum）、腰果（Anacardium occidentale）、花生（Arachis hypogaea）、檳榔（Areca catechu）、泡泡树（Asimina triloba）、欧洲酸樱桃（Cerasus vulgaris）、樟树（Cinnamomum camphora）、古柯（Erythroxylon coca）、美国皂荚（Gleditsia triacanthos）、北美金縷梅（Hamamelis virginiana）、沙棘（Hippophae rhamnoides）、大麦（Hordeum vulgare）、蛇麻（Humulus lupulus）、貫葉連翹（Hypericum perforatum）、月桂（Laurus nobilis）、玉兰（Magnolia denudata）、锦葵（Malva silvestris）、香蕉（Musa acuminata × balbisiana）、莲（Nelumbo nucifera）、北美乔松（Pinus strobus）、野黑樱桃（Prunus serotina）、番石榴（Psidium guajava）、北美白橡（Quercus alba）、夏櫟（Quercus robur）、野生大黄（Rumex hymenosepalus）、巴西胡椒木（Schinus terebinthifolius）、阿江榄仁树（Terminalia arjuna）、欖仁樹（Terminalia catappa）、可可樹（Theobroma cacao）、海葱（Drimia maritima）、蚕豆（Vicia faba）、釀酒葡萄（Vitis vinifera）、玉米（Zea Mays）、枣（Ziziphus jujuba）。